# オプタス
オプタス（英: SingTel Optus Pty Limited）は、オーストラリア第2の通信会社。シンガポール最大の通信会社シンガポール・テレコムに所有されている。

## 概要
オプタスのブランドの他、ヴァージン・モバイル・オーストラリア（Virgin Mobile Australia、携帯電話市場）、ネットワークサービスのUecommを運営。

## 歴史
2022年にサイバー攻撃を受けた。

2023年に大規模な通信障害が発生した。